# 舊波特 (阿肯色州)
舊波特（英語：Old Potter）是位於美國阿肯色州波爾克縣的一個非建制地區。該地的面積和人口皆未知。

## 地理
舊波特的座標為34°33′02″N 94°18′22″W / 34.55056°N 94.30611°W，而該地的平均海拔高度為313米（即1027英尺）。